# العلاقات الإندونيسية البوتسوانية
العلاقات الإندونيسية البوتسوانية هي العلاقات الثنائية التي تجمع بين إندونيسيا وبوتسوانا.

## مقارنة بين البلدين
هذه مقارنة عامة ومرجعية للدولتين:
| وجه المقارنة                                              | إندونيسيا         | بوتسوانا                       |
| --------------------------------------------------------- | ----------------- | ------------------------------ |
| المساحة (كم2)                                             | 1.90 مليون        | 581.74 ألف                     |
| عدد السكان (نسمة)                                         | 263.99 مليون      | 2.29 مليون                     |
| الكثافة السكانية (ن./كم²)                                 | 138.94            | 3.94                           |
| العاصمة                                                   | جاكرتا            | غابورون                        |
| اللغة الرسمية                                             | اللغة الإندونيسية | لغة إنجليزية                   |
| العملة                                                    | روبية إندونيسية   | بولا بوتسواني                  |
| الناتج المحلي الإجمالي (بليون دولار)                      | 1.02 تريليون      | 17.41 مليار                    |
| الناتج المحلي الإجمالي (تعادل القوة الشرائية) بليون دولار | 2.85 تريليون      | 35.84 مليار                    |
| الناتج المحلي الإجمالي الاسمي للفرد دولار أمريكي          | 3.35 ألف          | 6.36 ألف                       |
| الناتج المحلي الإجمالي للفرد دولار أمريكي                 | 10.52 ألف         | 16.10 ألف                      |
| مؤشر التنمية البشرية                                      | 0.684             | 0.698                          |
| رمز المكالمات الدولي                                      | +62               | +267                           |
| رمز الإنترنت                                              | .id               | .bw                            |
| المنطقة الزمنية                                           |                   | ت ع م+02:00، توقيت وسط إفريقيا |

## مدن متوأمة
في ما يلي قائمة باتفاقيات التوأمة بين مدن إندونيسية وبوتسوانية:
- ترتبط سورونغ مع غابورون باتفاقية توأمة.

## منظمات دولية مشتركة
يشترك البلدان في عضوية مجموعة من المنظمات الدولية، منها:
| علم المنظمة | اسم المنظمة                               | تاريخ انضمام إندونيسيا | تاريخ انضمام بوتسوانا |
| ----------- | ----------------------------------------- | ---------------------- | --------------------- |
|             | مؤسسة التنمية الدولية                     | 20 أغسطس 1968          | 24 يوليو 1968         |
|             | يونسكو                                    | 27 مايو 1950           | 16 يناير 1980         |
|             | وكالة ضمان الاستثمار متعدد الأطراف        | 12 أبريل 1988          | 15 مايو 1990          |
|             | الأمم المتحدة                             | 28 سبتمبر 1950         | 17 أكتوبر 1966        |
|             | الاتحاد البريدي العالمي                   | ?                      | ?                     |
|             | البنك الدولي للإنشاء والتعمير             | 13 أبريل 1967          | 24 يوليو 1968         |
|             | الاتحاد الدولي للاتصالات                  | 1949                   | 2 أبريل 1968          |
|             | منظمة حظر الأسلحة الكيميائية              | ?                      | ?                     |
|             | مؤسسة التمويل الدولية                     | 23 أبريل 1968          | 23 مارس 1979          |
|             | المركز الدولي لتسوية المنازعات الاستشارية | 28 أكتوبر 1968         | 14 فبراير 1970        |
|             | منظمة التجارة العالمية                    | ?                      | ?                     |
|             | منظمة الشرطة الجنائية الدولية             | 5 أكتوبر 1954          | ?                     |

## وصلات خارجية
- موقع وزارة الخارجية الإندونيسية
- موقع وزارة الخارجية البوتسوانية